# بوستانایوو
بوستانایوو (انگلیسی: Bustanayevo) یک شهرک در شهرستان بورایفسکی باشقیرستان کشور روسیه است.